# Gautreau-Village
 (mars 2023).
Si vous disposez d'ouvrages ou d'articles de référence ou si vous connaissez des sites web de qualité traitant du thème abordé ici, merci de compléter l'article en donnant les références utiles à sa vérifiabilité et en les liant à la section « Notes et références ».
Gautreau-Village est un quartier du village canadien de Memramcook, au Nouveau-Brunswick. Il est situé sur la rive gauche de la rivière Petitcodiac.